# Виельгорский, Михаил (генерал)
Граф Михаил Виельгорский (1755, Горохов — 1805, Вена) — генерал-лейтенант литовской армии (1792), участник русско-польской войны (1792) и восстания Костюшко (1794).

## Биография
Представитель польского дворянского рода Виельгорских герба «Кердея». Второй сын кухмистра великого литовского Михаила Виельгорского (ок. 1730—1794) и Эльжбеты Огинской (1731—1771).
Начал военную службу в австрийской армии, был полковым товарищем и другом князя Юзефа Антония Понятовского, также служившего в австрийской армии. Участник австро-турецкой войны (1787—1791), в 1788 году был ранен в бою под крепостью Шабац. Вместе Михаил Виельгорский и Юзеф Понятовский вернулись на родину и поступили на службу в польскую армию. Михаил Виельгорский был назначен бригадиром 2-й украинской кавалерийской бригады в чине полковника.
В 1792 году Михаил Виельгорский, назначенный генерал-лейтенантом и командующим 2-й украинской дивизии, прнял участие в русско-польской войне (1792). Во время военных действий на Волыни 14 июня потерпел поражений в бою под Борушковцами. Был правой рукой польского главнокомандующего, князя Юзефа Понятовского, и отличился в битве с русскими под Зеленцами. Обвинялся, что во время битвы вместе с Ю. Понятовским разговаривал на немецком языке. После присоединения польского короля к Тарговицкой конфедерации подал в отставку и эмигрировал.
В мае 1794 года Михаил Виельгорский вернулся в Польшу и принял активное участие в восстании под руководством Тадеуша Костюшко. 4 июня после отставки Якуба Ясинского генерал-лейтенант Михаил Виельгорский был назначен командующим литовской повстанческой армии. Руководил военными операциями в Великом княжестве Литовском и обороной Вильно. Не имел поддержки в Литве, не имел харизмы и энергии своего предшественника. После капитуляции Вильны подал рапорт об отставке, но позднее участвовал в обороне Праги (пригорода Варшавы).
Из-за болезни глаз отправился на лечение, 5 августа 1794 года польский диктатор Тадеуш Костюшко назначил командующим литовской армии генерала Станислава Мокроновского. После взятия Костюшки в русский плен новый главнокомандующий Томаш Вавжецкий предлагал кандидатуру Виельгорского в состав Военного совета, но это предожние было заблокировано «якобинцами». Михаил Виельгорский вместе с генералами Юзефом Понятовским, Станиславом Мокроновким и Евстахием Сангушкой был одним из руководителей «придворной» фракции повстанцев. Всю дальнейшую жизнь страдал из-за осложнений от ранения под Шабацем в 1788 году.
В 1792 году Михаил Виельгорский, стал третьим польским генералом после Юзефа Понятовского и Тадеуша Костюшко, награждённым новым орденом «Virtuti Militari».
В 1805 году Михаил Виельгорский скончался в Вене.
Был дважды женат. Его первой женой стала Селина Пржевская (ум. 1794), от брака с которой имел трёх детей (Михаил, Юзеф и Михалина). В 1798 году вторично женился на Александре Курдвановской (1783—1849), дочери кухмистра великого коронного Яна Пласида Курдвановского (1746—1824) и Розалии Хумбелины Потоцкой (ум. 1784), от брака с которой имел сына Александра Густава (1798—1874).